# Andrew Tombes

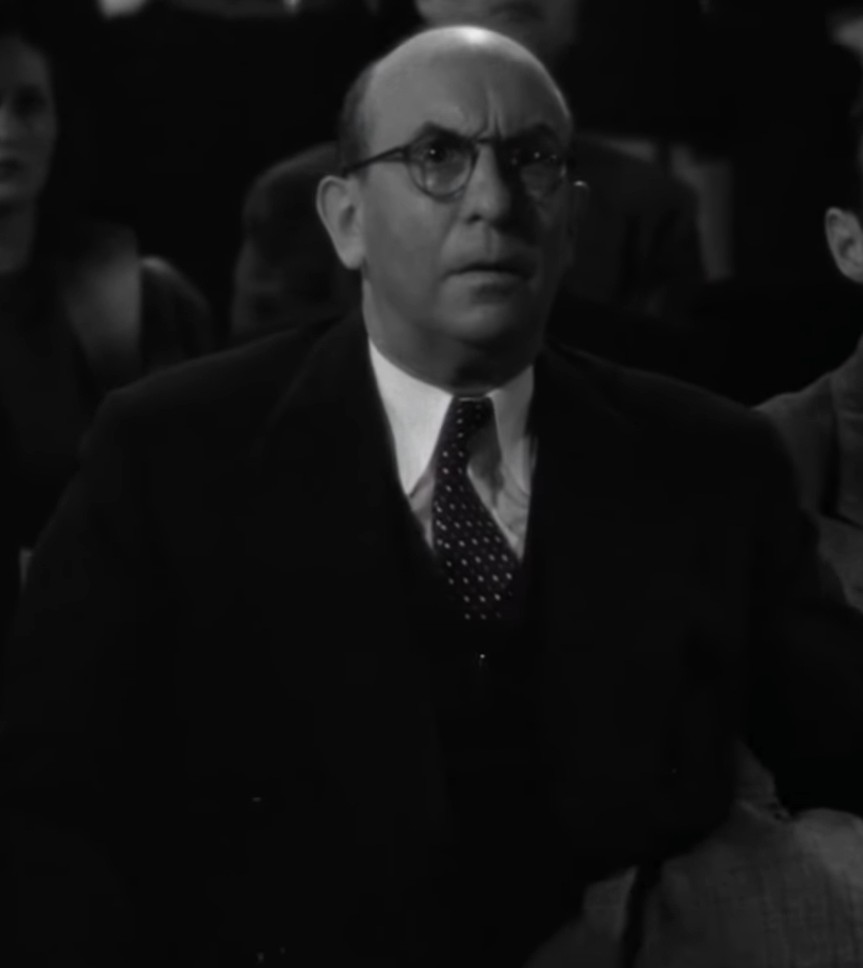
Andrew Tombes in Meet John Doe (1941)

Andrew Hunt Tombes (* 29. Juni 1885 in Ashtabula, Ohio; † 17. März 1976 in New York City, New York) war ein US-amerikanischer Schauspieler.

## Leben und Karriere
Tombes war der Sohn eines Lebensmittelhändlers und studierte an der Phillips Exeter Academy, wo er als exzellenter Baseballspieler galt. Nach dem Studium wurde er Bühnenschauspieler und spielte sowohl in Shakespeare-Stücken als auch Musikkomödien. Insbesondere als Darsteller von komischen Rollen wurde er erfolgreich. Am Broadway wirkte Tombes zwischen 1917 und 1935 an mindestens 18 Produktionen mit, überwiegend Komödien, Musicals oder Revuen (wie in drei der damals alljährlichen Ziegfeld Follies-Shows). Ein Freund von Tombes war der Starkomiker Will Rogers, der ihm auch eine seiner ersten Filmrollen vermittelte.
Tombes machte sein Filmdebüt im Jahr 1930 in dem Kurzfilm Knocking them Cold, ab 1933 stand er regelmäßig vor der Kamera. Der glatzköpfige Darsteller, der zu diesem Zeitpunkt bereits fast 50 Jahre alt war, wurde vor allem als Charakterdarsteller in Nebenrollen eingesetzt. Seine Spezialität waren komisch wirkende und leicht erregbare Autoritätsfiguren, etwa Polizeikommissare, Firmenmanager, Theaterproduzenten oder College-Dekane. Eine seiner ernsteren Rollen hatte Tombes als Barkeeper, der einiges zu verbergen hat, in dem Thriller Zeuge gesucht (1944) von Robert Siodmak. Sein filmisches Schaffen umfasst annähernd 150 Kinofilme sowie ein paar Fernsehproduktionen gegen Ende seiner Karriere.
1956 zog sich Tombes aus dem Filmgeschäft zurück, zwanzig Jahre später starb er im Alter von 90 Jahren in New York. Er ist auf dem Kensico Cemetery in Valhalla, New York, bestattet.

## Filmografie (Auswahl)
- 1930: Knocking them Cold (Kurzfilm)
- 1933: The Bowery
- 1933: Broadway Thru a Keyhole
- 1935: Musik um Mitternacht (Thanks a Million)
- 1936: King of Burlesque
- 1936: Hände hoch! (The Country Beyond)
- 1936: The Devil Is a Sissy
- 1937: Charlie Chan bei den Olympischen Spielen (Charlie Chan at the Olympics)
- 1937: Mein Leben in Luxus (Easy Living)
- 1937: Die große Stadt (Big City)
- 1938: Vorhang auf für Judy (Everybody Sing)
- 1938: Sally, Irene and Mary
- 1939: What a Life
- 1939: Balalaika
- 1940: In Old Missouri
- 1940: Überfall auf die Olive Branch (Captain Caution)
- 1940: Dritter Finger, linke Hand (Third Finger, Left Hand)
- 1941: Hier ist John Doe (Meet John Doe)
- 1941: Sis Hopkins
- 1941: Weltpremiere (World Premiere)
- 1941: Flucht nach Texas (Texas)
- 1941: Lady Scarface
- 1941: Louisiana Purchase
- 1941: In der Hölle ist der Teufel los! (Hellzapoppin’)
- 1942: Blondie Goes to College
- 1942: Call Out the Marines
- 1942: Die fröhliche Gauner GmbH (Larceny, Inc.)
- 1942: Die Königin vom Broadway (My Gal Sal)
- 1942: Ein Kuß zuviel (They All Kissed the Bride)
- 1942: Der Weg nach Marokko (Road to Morocco)
- 1943: It Ain't Hay
- 1943: It’s a Great Life
- 1943: Du Barry Was a Lady
- 1943: Coney Island
- 1943: Hi Diddle Diddle
- 1943: Der Tolpatsch und die Schöne (I Dood It)
- 1943: Swing Fever
- 1943: Riding High
- 1943: The Mad Ghoul
- 1943: Die Stubenfee (His Butler’s Sister)
- 1944: Zeuge gesucht (Phantom Lady)
- 1944: Badende Venus (Bathing Beauty)
- 1944: The Merry Monahans
- 1944: Das Lied des goldenen Westens (Can’t Help Singing)
- 1945: G. I. Honeymoon
- 1945: Rhapsodie in Blau (Rhapsody in Blue)
- 1945: Incendiary Blonde
- 1945: Die Herberge zum Roten Pferd (Frontier Gal)
- 1946: Erfüllte Träume (Two Sisters from Boston)
- 1946: Land der Banditen (Badman’s Territory)
- 1947: Die legendären Dorseys (The Fabulous Dorseys)
- 1947: Copacabana
- 1947: My Wild Irish Rose
- 1949: Der Schlagerkönig (Oh, You Beautiful Doll)
- 1950: Der geheimnisvolle Ehemann (The Jackpot)
- 1950: Brustbild, bitte! (Watch the Birdie)
- 1952: Oklahoma Annie
- 1952: I Dream of Jeanie
- 1953: The Life of Riley (Fernsehserie, Folge 2x02)
- 1955: How to Be Very, Very Popular
- 1956: The Go-Getter